# Vääna-Viti
Vääna-Viti este o arie protejată (arie specială de conservare — SAC, sit de importanță comunitară — SCI) din Estonia întinsă pe o suprafață de 16 ha, integral pe uscat.

## Localizare
Centrul sitului Vääna-Viti este situat la coordonatele 59°26′23″N 24°22′51″E / 59.4398°N 24.3808°E.

## Înființare
Situl Vääna-Viti a fost declarat sit de importanță comunitară în mai 2009 pentru a proteja 1 specie de animale. Situl a fost protejat și ca arie specială de conservare în aprilie 2009.

## Biodiversitate
Situată în ecoregiunea boreală, aria protejată nu include niciun habitat protejat.
La baza desemnării sitului se află o specie protejată de  mamifere: liliac de iaz (Myotis dasycneme).